# Ernest Bussière
Pour les articles homonymes, voir Bussière.
Ernest Bussière né le 30 juillet 1863 à Ars-sur-Moselle et mort le 22 août 1913 à Nancy est un sculpteur et céramiste français de l'École de Nancy.

## Biographie

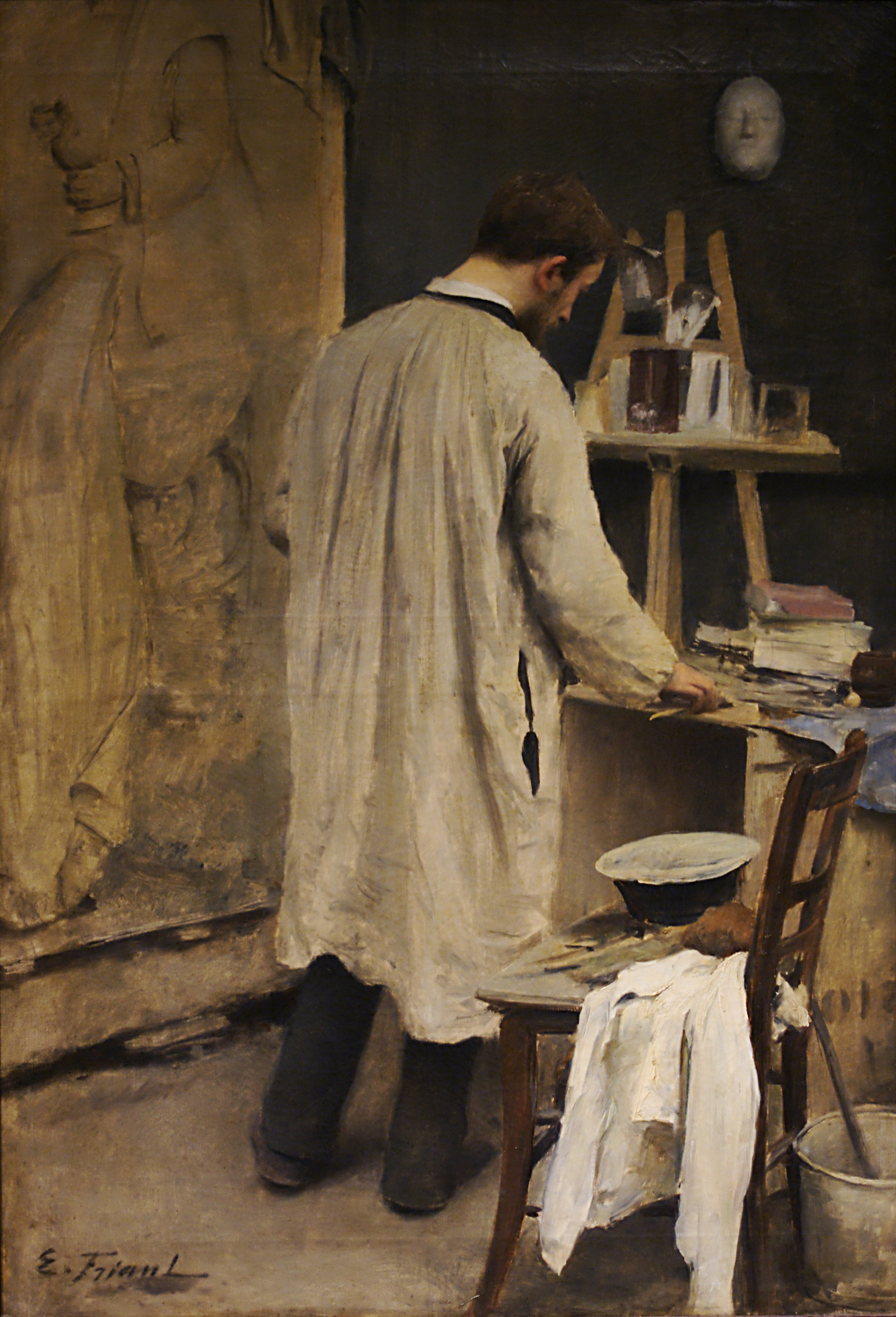
Émile Friant, Le Sculpteur Bussière dans son atelier (1884), musée des Beaux-Arts de Nancy.

Louis Edmond, père d'Ernest Bussière et sa mère Anne Adeline Henry se sont mariés à Champigneulles en 1859. Son père était alors ouvrier tourneur sur fer. Après leur mariage, ils s'installent en Moselle et leur premier enfant, Pierre Louis, naît le 22 février 1860 à Montigny-lès-Metz. Ernest Bussière naît à Ars-sur-Moselle le 30 juillet 1863. Son père meurt en 1869 et, à la suite de la guerre de 1870, Ernest est dans l'obligation de faire un choix avec sa mère après le traité de Francfort : opter pour la France ou rester en Moselle et devenir de fait citoyen allemand. Ernest et sa mère optent le 23 avril 1872 et arrivent donc à Nancy.
Ernest Bussière suit d'abord les cours de l'École municipale des beaux-arts de Nancy puis, bénéficiaire d'une bourse municipale, il est admis à l'École nationale supérieure des beaux-arts de Paris en 1882 où il suit les enseignements de Charles Pêtre. Ses études sont interrompues par son service militaire effectué au sein du 12e régiment de dragons et au 115e régiment d'infanterie.
Par la suite, il devient lui-même professeur à l'École des beaux-arts de Nancy en 1905 où il enseigne la sculpture et le modelage en remplacement de M. Lecomte.

## Vie artistique

### Le sculpteur
Ernest Bussière réalise de nombreux monuments et sculptures funéraires. Il est renommé pour ses bustes ou médaillons de personnages célèbres de Lorraine, tels ceux d’Émile Erckmann aux bosquets de Lunéville, de Guy Ropartz, du docteur Friot, du dessinateur Grandville ou du professeur Hippolyte Bernheim.
Il conçoit des monuments érigés à Fontenoy ou à Longwy. Il est l'un des principaux collaborateurs nancéiens de la faïencerie de Lunéville-Saint-Clément Keller et Guérin pour laquelle il fournit de nombreux modèles céramiques d'inspiration végétale.

### Le céramiste
Bussière réalise entre 1895 et 1899 une série d'objets décoratifs, dont Mélancolie d'automne, une buire en céramique exposée au Salon des artistes français et conservée au musée des Beaux-Arts de Nancy, et le Tombeau de Mgr Trouillet, pour lequel il obtient une mention honorable au Salon de 1899.
Dès sa fondation en 1901, il devient membre du comité directeur de l'École de Nancy.
Ses œuvres en céramique sont représentatives du style Art nouveau, dont la ville de Nancy fut un des foyers.
Auguste Majorelle a édité les œuvres de Bussière.

Sculptures d'Ernest Bussière
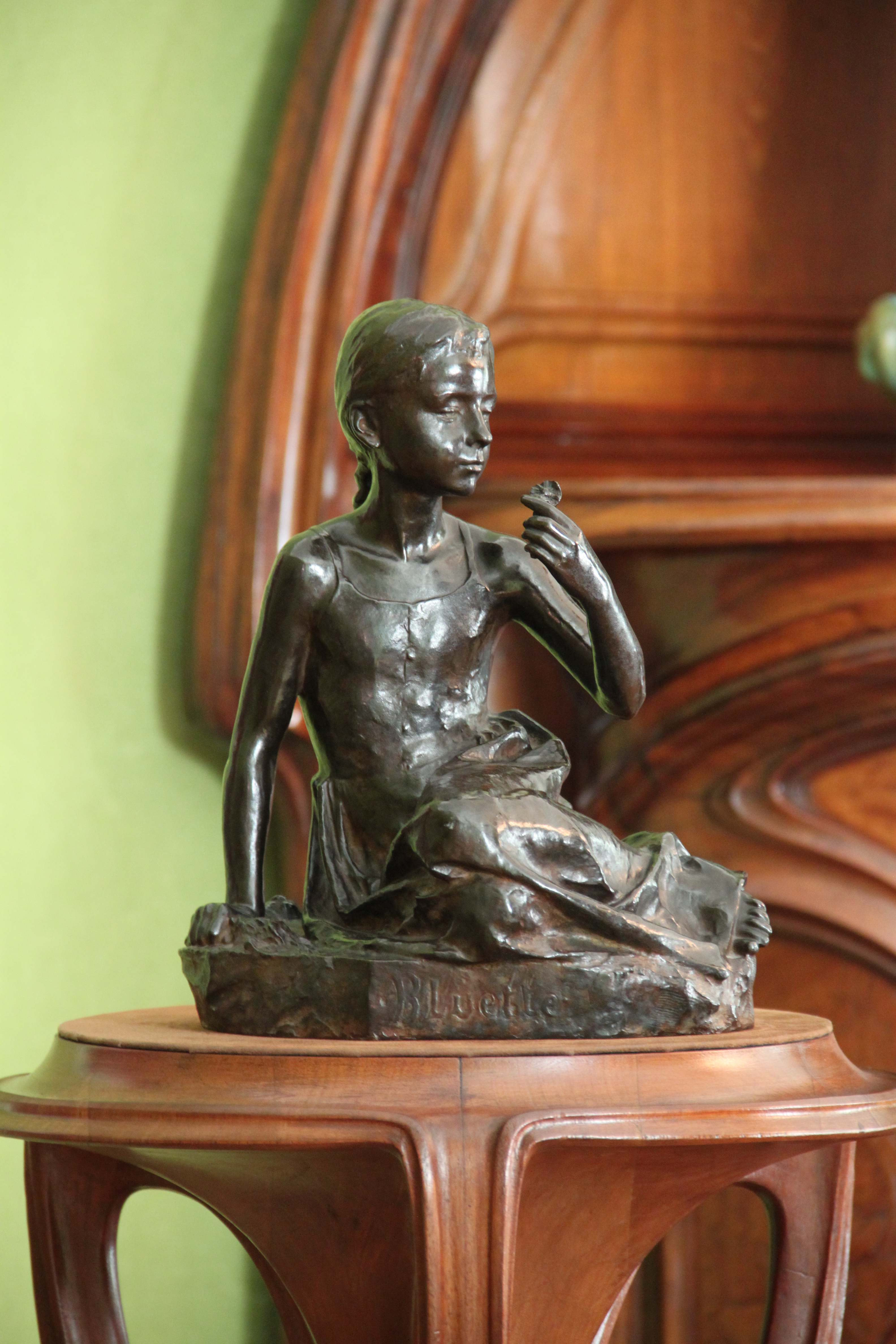
La Bluette (1890), bronze, Nancy, musée de l'École de Nancy.
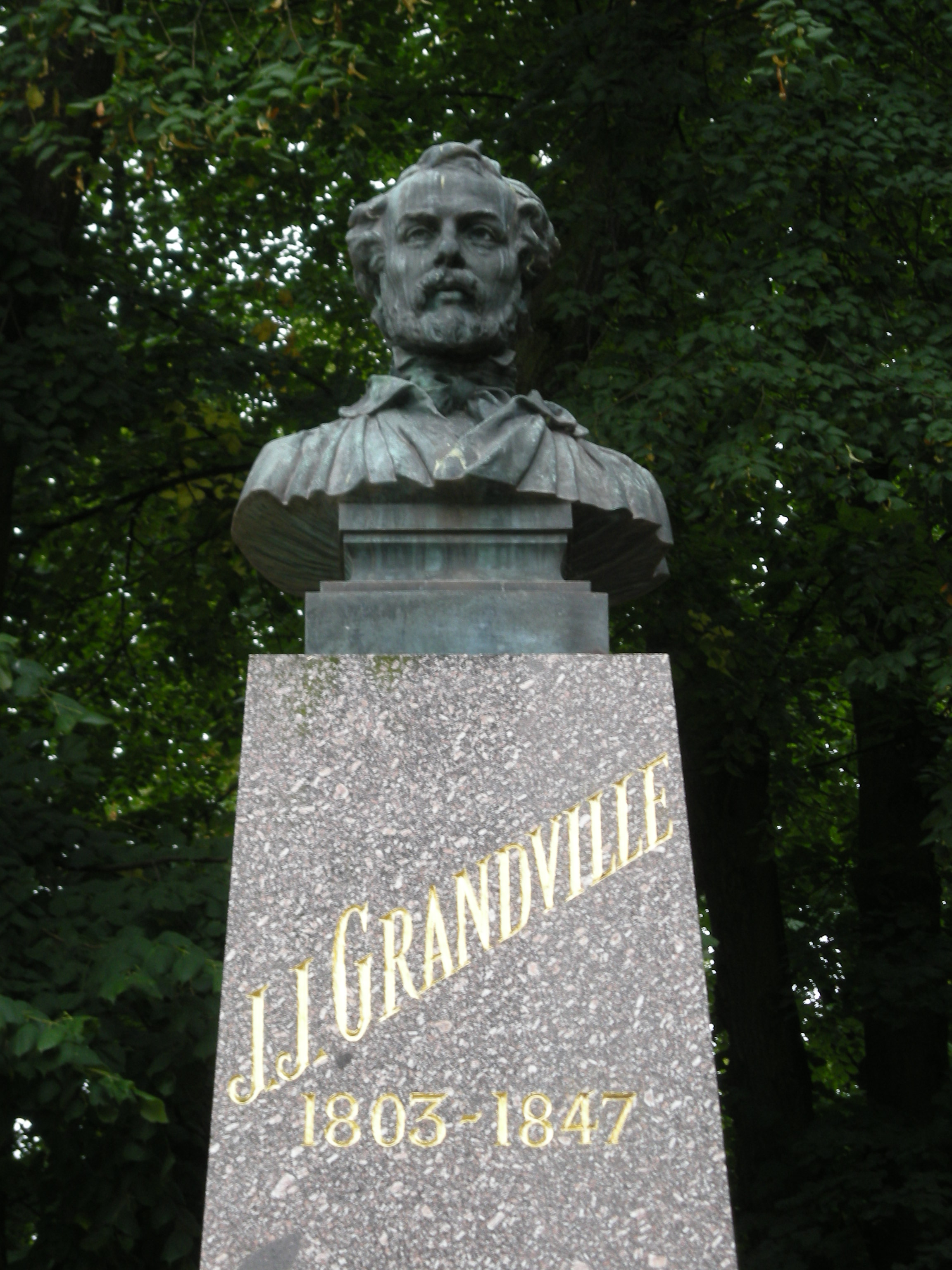
Monument à Grandville (1893, détail), Nancy, parc de la Pépinière.
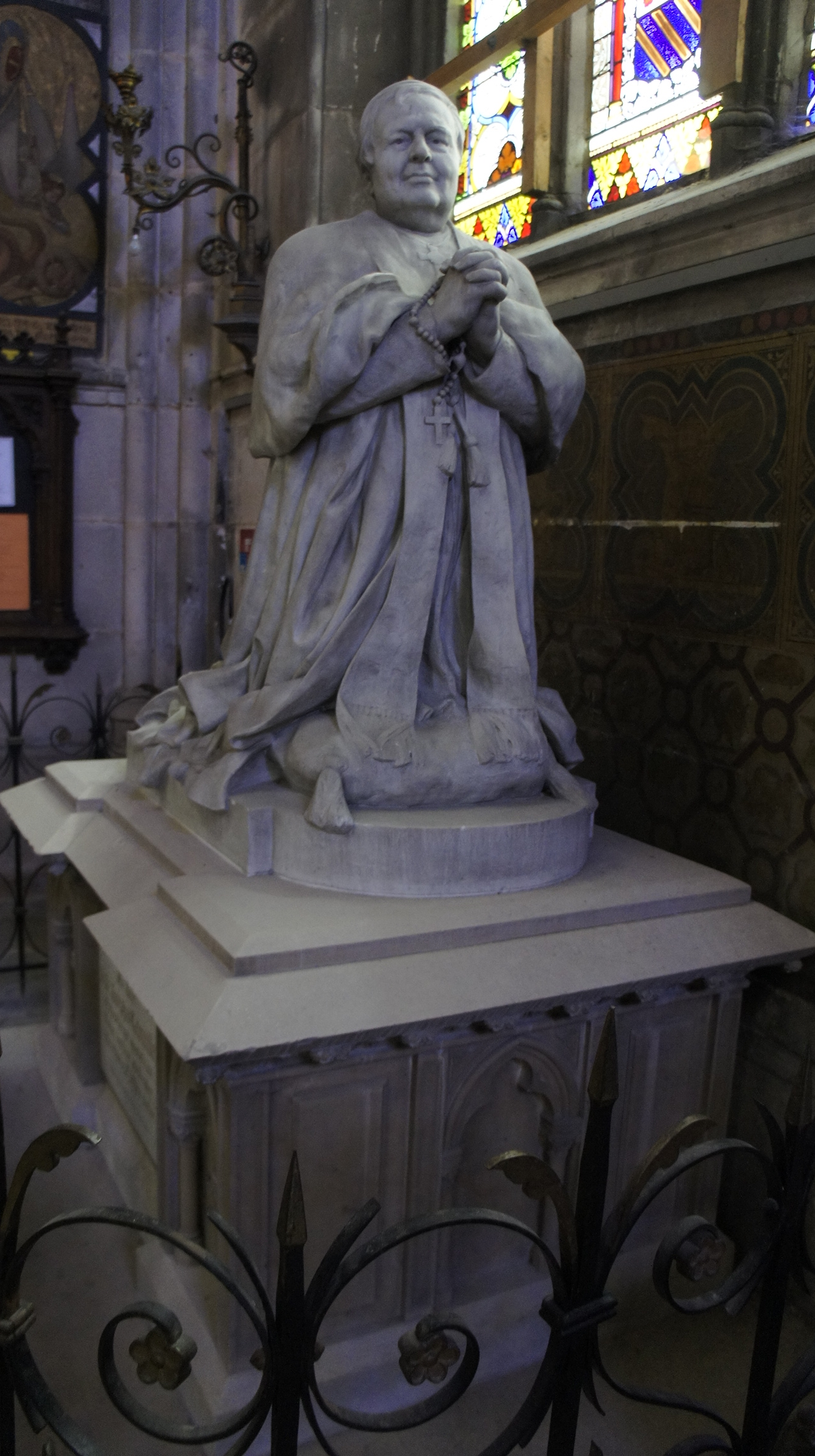
Tombeau de Joseph Trouillet (1899), basilique Saint-Epvre de Nancy.
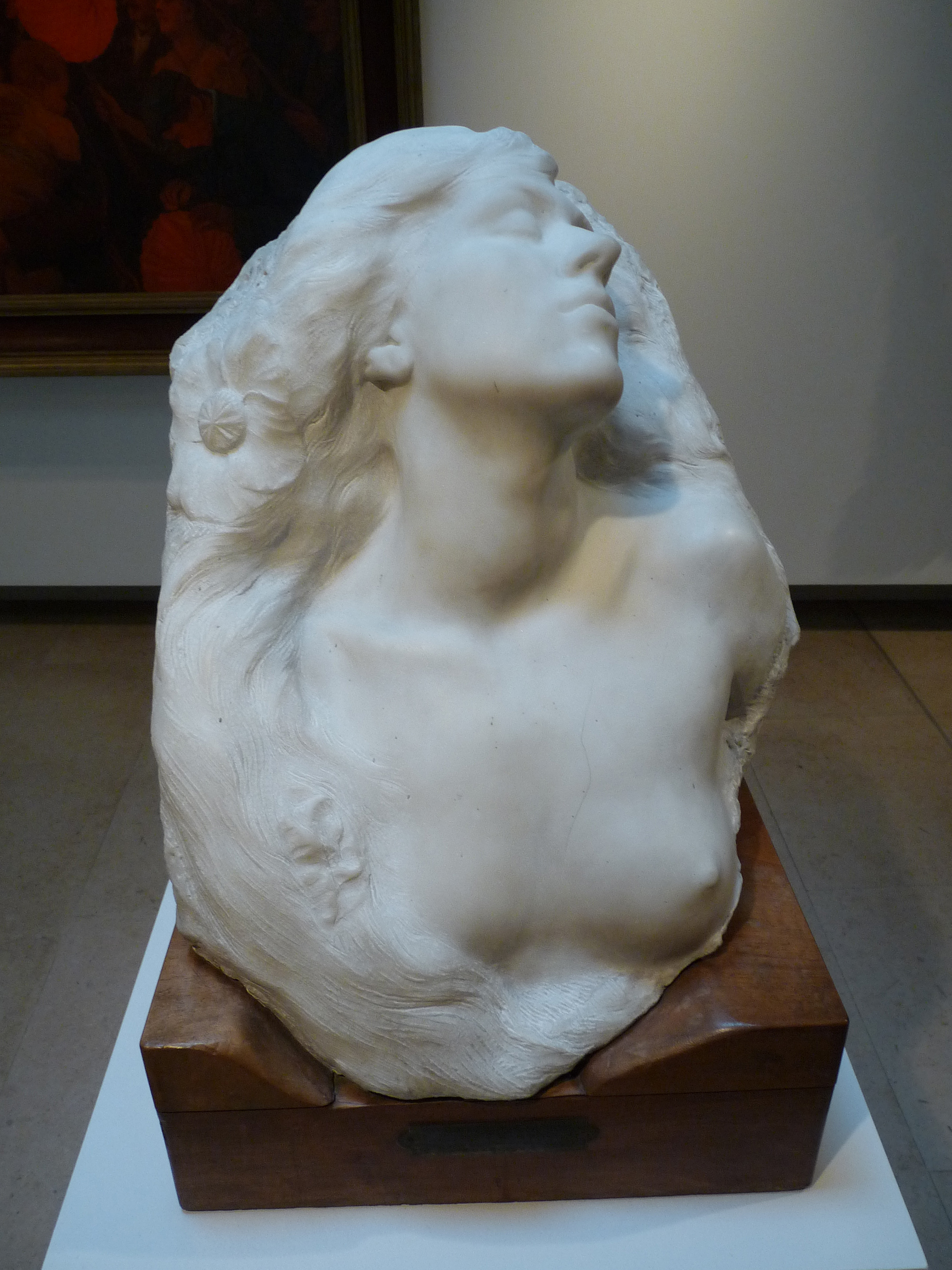
Le Sommeil (1903), marbre, musée des Beaux-Arts de Nancy.
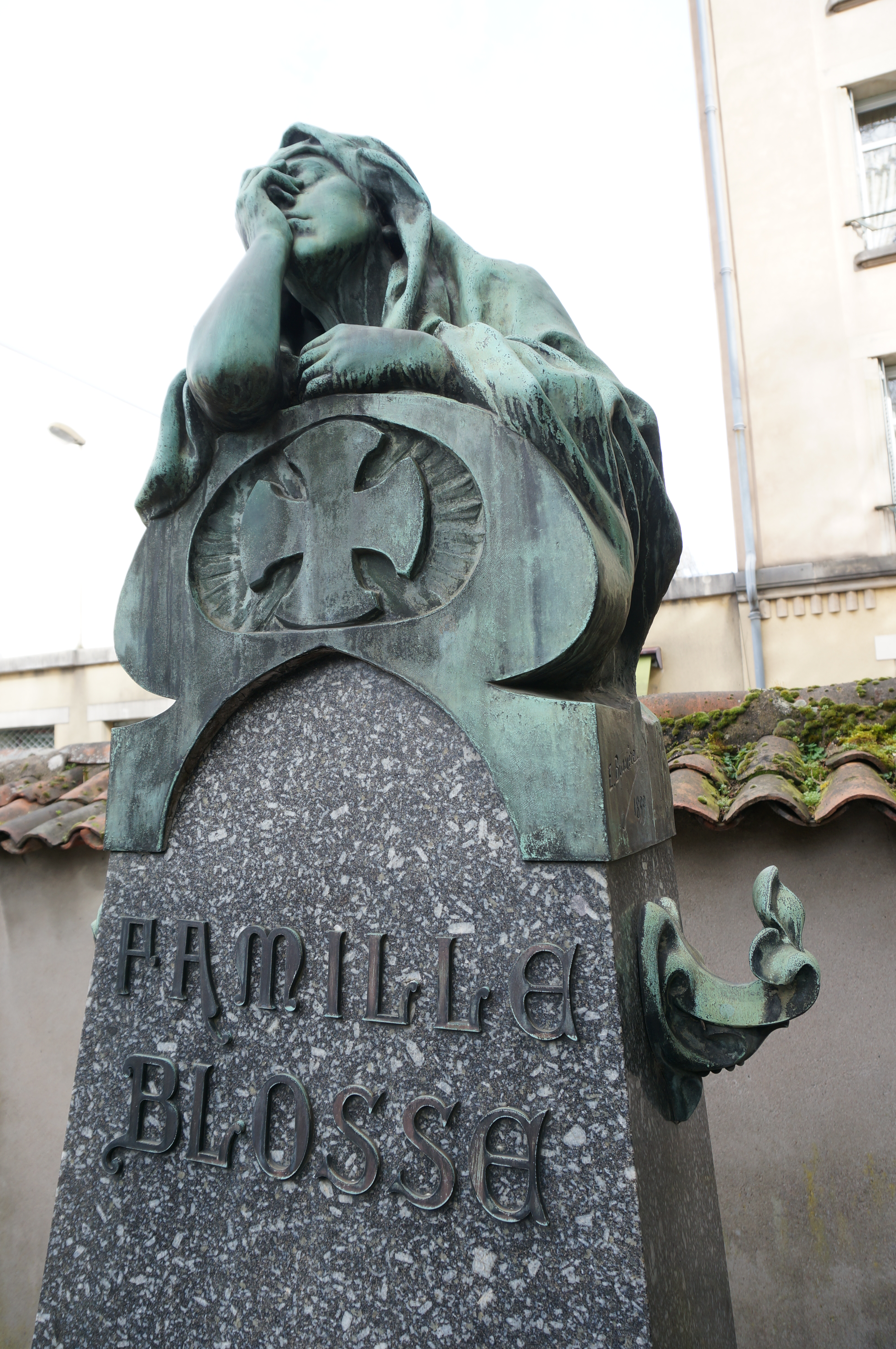
Pleureuse, Nancy, cimetière de Préville, sépulture Blosse.

Céramiques d'Ernest Bussière
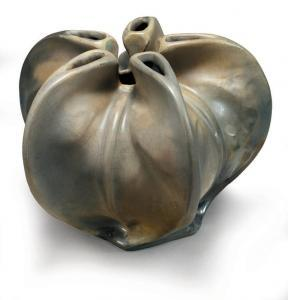
Vase Périanthe, faïence fine de petit feu, couverte émaillée irisée à reflets métalliques, mat et brillant, Lunéville, faïencerie Keller et Guérin, localisation inconnue.
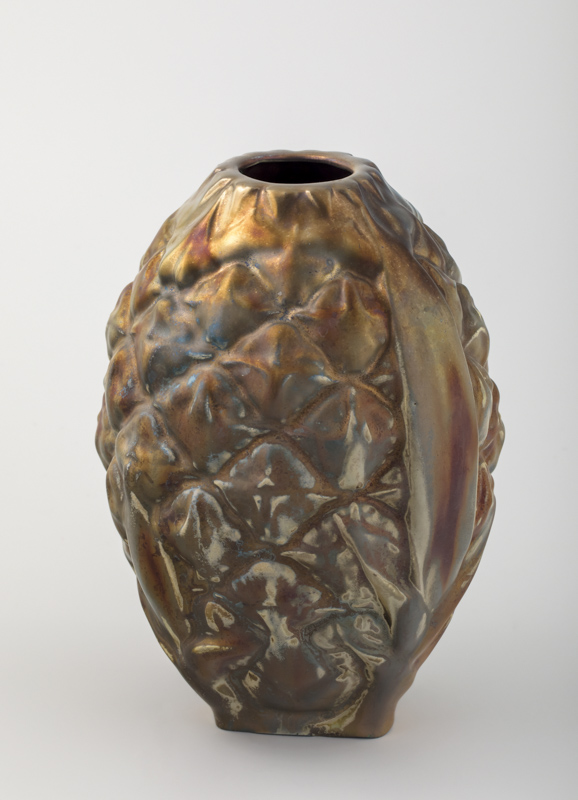
Vase Ananas (1899), Lunéville, faïencerie Keller et Guérin, Nancy, musée de l'École de Nancy.
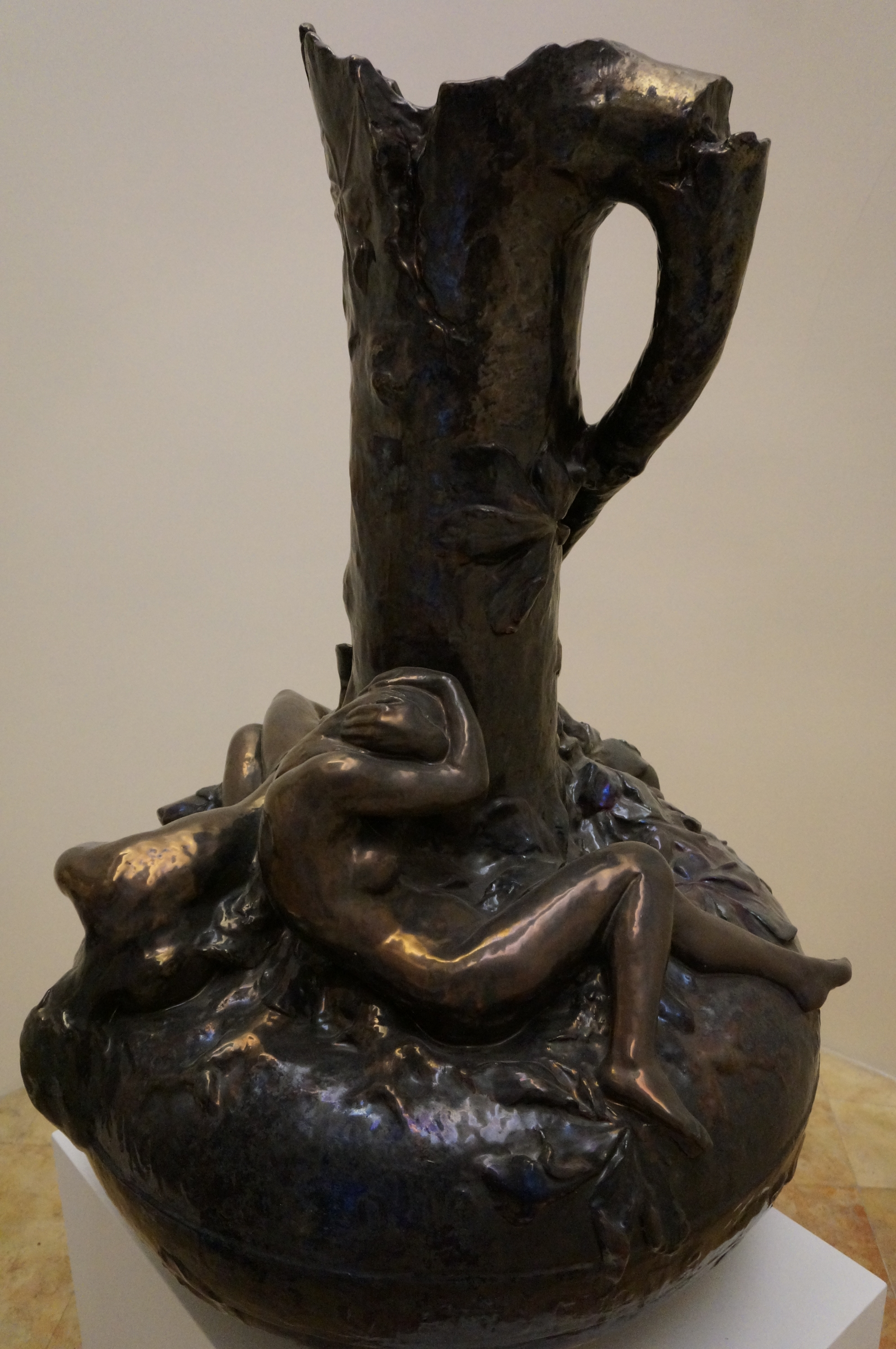
Mélancolie d'automne (1896), buire monumentale, faïencerie de Lunéville, musée des Beaux-Arts de Nancy.
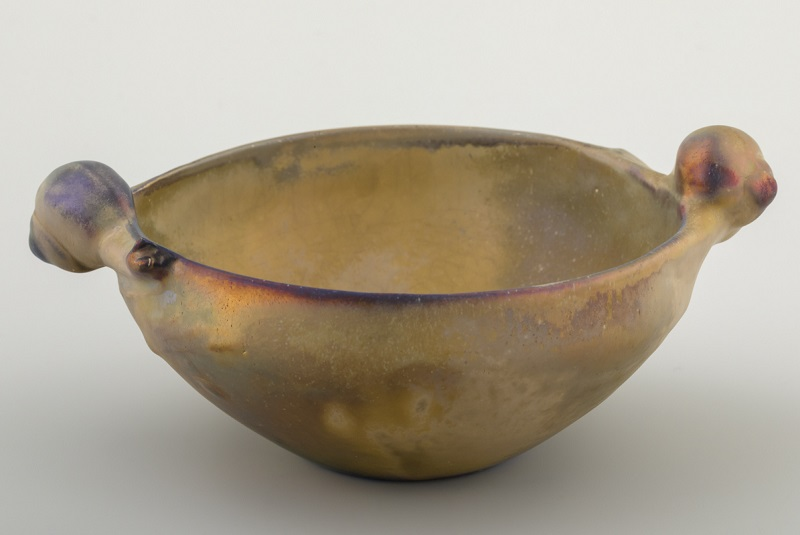
Petite coupe à décor d'escargots (1903), faïence fine de petit feu à décor de glaçure à peau réfractaire, Lunéville, faïencerie Keller et Guérin, Nancy, villa Majorelle.

## Hommage
- Une rue de Nancy porte son nom.

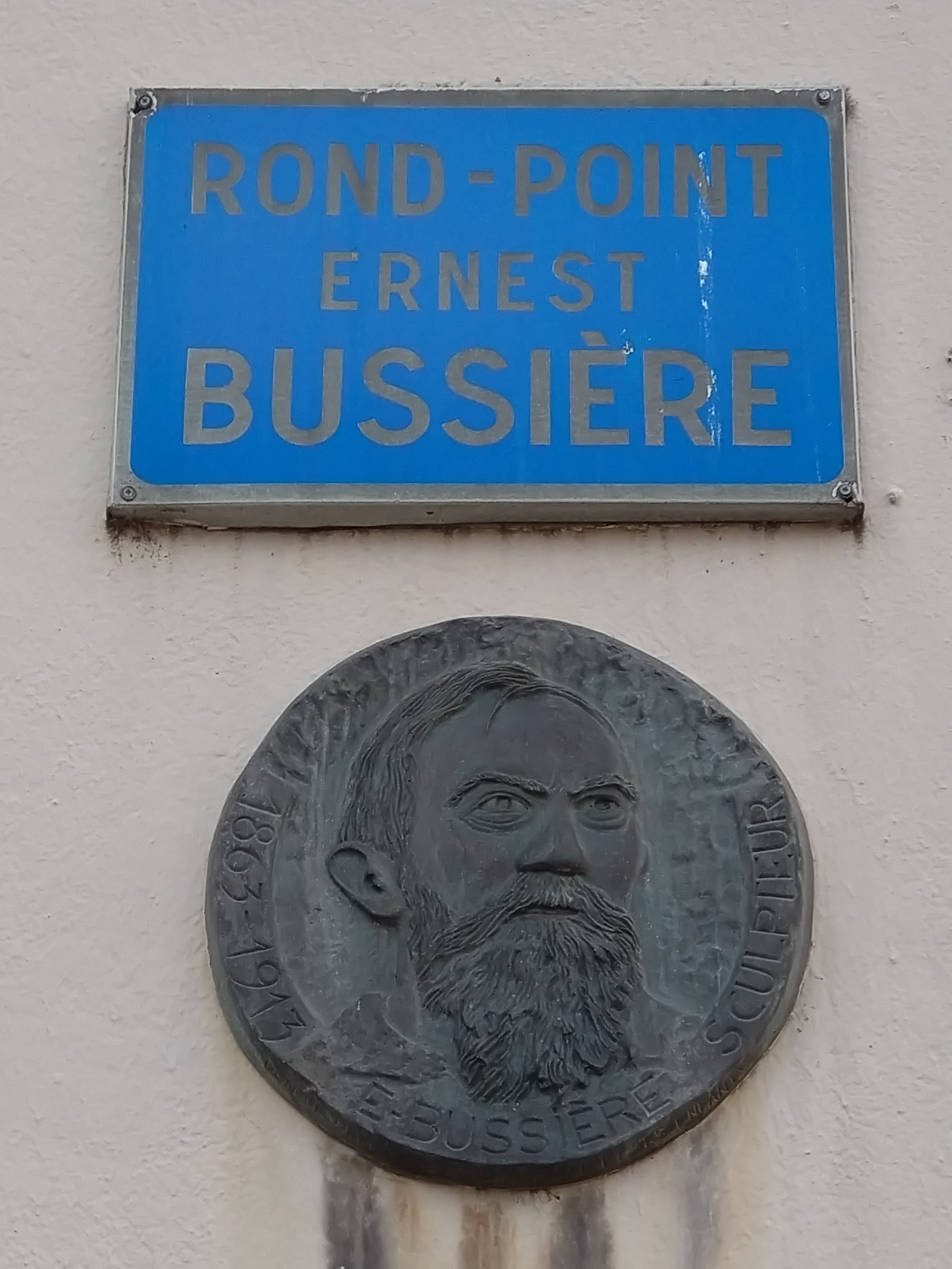
Médaillon d'Ernest Bussière

- Un rond-point, dominant la place de Karlsruhe de Nancy, porte également son nom.